# Wenzel Seifert
Wenzel Seifert (23. září 1813 Stod – 11. prosince 1889 Stod) byl český politik německé národnosti, v 2. polovině 19. století poslanec Českého zemského sněmu a Říšské rady.

## Biografie
Profesí byl poštmistr ve Stodu. Absolvoval školu technického směru a působil pak ve Stodu a okolí jako stavební mistr. Později nastoupil na pozici poštmistra, kterou zastával po více než 40 let. Angažoval se ve veřejném životě a zasloužil se o rozvoj rodného města. Podílel se na vzniku a následném řízení akciového pivovaru. Byl ředitelem stodské spořitelny a záložny. Dlouhodobě, až do doby dva roky před svou smrtí, zastával funkci okresního starosty. Za zásluhy mu byl udělen Řád Františka Josefa (rytířský kříž).
Po obnovení ústavního života v Rakouském císařství počátkem 60. let 19. století se zapojil i do zemské a celostátní politiky. V zemských volbách v Čechách v roce 1861 byl zvolen v kurii venkovských obcí (volební obvod Plzeň – Touškov – Stříbro – Stod) do Českého zemského sněmu jako oficiální kandidát německého volebního výboru. Mandát obhájil v témže obvodě zemských volbách v lednu 1867 i v krátce poté konaných volbách v březnu 1867.
V téže době také zasedal v Říšské radě (celostátní zákonodárný sbor), kam ho vyslal zemský sněm roku 1867 (tehdy ještě Říšská rada nevolena přímo, ale tvořena delegáty jednotlivých zemských sněmů). Z důvodu jaterního onemocnění složil slib až 5. července 1867. Politicky náležel k takzvané Ústavní straně (liberální německá formace podporující centralistický model rakouského státu) a měl blízko k jednomu z jejích předáků Eduardu Herbstovi.
Zemřel po delší nemoci v prosinci 1889 a byl pohřben ve Stodě.
* Poznámka: Nezaměňovat s Wenzelem Seifertem (1832–1909), starostou Krásné Lípy v severních Čechách, který na konci 19. století rovněž zasedal v Českém zemském sněmu.